# San Pedro Benito Juárez
San Pedro Benito Juárez är en ort i Mexiko.   Den ligger i kommunen Atlixco och delstaten Puebla, i den sydöstra delen av landet, 80 km sydost om huvudstaden Mexico City. San Pedro Benito Juárez ligger 2 337 meter över havet och antalet invånare är 3 153.
Terrängen runt San Pedro Benito Juárez är kuperad åt sydost, men åt nordväst är den bergig. Runt San Pedro Benito Juárez är det ganska tätbefolkat, med 62 invånare per kvadratkilometer. Närmaste större samhälle är Atlixco, 12,9 km öster om San Pedro Benito Juárez. I omgivningarna runt San Pedro Benito Juárez växer huvudsakligen savannskog.